# Wiktor Bułatow
Wiktor Giennadjewicz Bułatow (ros. Виктор Геннадьевич Булатов, ur. 22 stycznia 1972 w Czelabińsku) – rosyjski piłkarz grający na pozycji defensywnego pomocnika. W swojej karierze rozegrał 6 meczów w reprezentacji Rosji.

## Kariera klubowa
Swoją karierę piłkarską Bułatow rozpoczął w klubie Zwiezda Moskwa. Zadebiutował w nim w 1990 roku. Jeszcze w tym samym roku przeszedł do Wołgaru Astrachań. Grał w nim do 1992 roku. W 1993 roku występował w bułgarskim klubie Kompakt Dimitrowgrad. W 1994 roku wrócił do Rosji i został piłkarzem Dinama Stawropol. Grał w nim przez rok. W 1995 roku odszedł z Dinama do Krylji Sowietow Samara. Spędził w niej trzy sezony. W 1998 roku grał w Torpedzie Moskwa.
W 1999 roku Bułatow przeszedł do Spartaka Moskwa. W sezonach 1999, 2000 i 2001 wywalczył z zespołem Spartaka trzy kolejne tytuły mistrza Rosji. W 2002 roku wrócił do Krylji Sowietow Samara. Grał w niej przez dwa lata. W 2004 roku przeszedł do Tereka Grozny. W sezonie 2004 wywalczył z nim awans z Pierwszej Dywizji do Priemjer Ligi. W 2006 roku odszedł do Ałaniji Władykaukaz. W sezonie 2006 awansował z nią z Wtorej Dywizji do Pierwszej Dywizji. W Ałaniji spędził również połowę sezonu 2007.
W połowie 2007 roku Bułatow wyjechał do Kazachstanu i został zawodnikiem klubu FK Astana-1964. Grał w nim przez pół sezonu. W 2008 roku występował w SKA-Eniergija Chabarowsk, a w 2009 roku w Torpedzie Moskwa, w którym zakończył swoją karierę.
| Sezon   | Klub                     | Kraj       | Rozgrywki             | Mecze | Gole |
| ------- | ------------------------ | ---------- | --------------------- | ----- | ---- |
| 1990    | Zwiezda Moskwa           | ZSRR       | Wtoraja Nizszaja Liga | 8     | 0    |
| 1990    | Wołgar Astrachań         | ZSRR       | Wtoraja Liga          | 20    | 0    |
| 1991    | Wołgar Astrachań         | ZSRR       | Wtoraja Nizszaja Liga | 32    | 4    |
| 1992    | Wołgar Astrachań         | Rosja      | Wtoroj diwizion       | 42    | 13   |
| 1993/94 | Kompakt Dimitrowgrad     | Bułgaria   | B PFG                 | ?     | ?    |
| 1994    | Dinamo Stawropol         | Rosja      | Priemjer-Liga         | 14    | 3    |
| 1995    | Krylja Sowietow Samara   | Rosja      | Priemjer-Liga         | 37    | 3    |
| 1996    | Krylja Sowietow Samara   | Rosja      | Priemjer-Liga         | 32    | 4    |
| 1997    | Krylja Sowietow Samara   | Rosja      | Priemjer-Liga         | 28    | 5    |
| 1998    | Torpedo Moskwa           | Rosja      | Priemjer-Liga         | 30    | 9    |
| 1999    | Spartak Moskwa           | Rosja      | Priemjer-Liga         | 29    | 3    |
| 2000    | Spartak Moskwa           | Rosja      | Priemjer-Liga         | 29    | 1    |
| 2001    | Spartak Moskwa           | Rosja      | Priemjer-Liga         | 29    | 2    |
| 2002    | Krylja Sowietow Samara   | Rosja      | Priemjer-Liga         | 25    | 0    |
| 2003    | Krylja Sowietow Samara   | Rosja      | Priemjer-Liga         | 13    | 0    |
| 2004    | Terek Grozny             | Rosja      | Pierwyj diwizion      | 33    | 1    |
| 2005    | Terek Grozny             | Rosja      | Priemjer-Liga         | 18    | 0    |
| 2006    | Ałanija Władykaukaz      | Rosja      | Wtoroj diwizion       | 29    | 2    |
| 2007    | Ałanija Władykaukaz      | Rosja      | Pierwyj diwizion      | 9     | 0    |
| 2007    | FK Astana-1964           | Kazachstan | Priemjer-Liga         | 11    | 0    |
| 2008    | SKA-Eniergija Chabarowsk | Rosja      | Pierwyj diwizion      | 15    | 0    |
| 2009    | Torpedo Moskwa           | Rosja      | Wtoroj diwizion       | 8     | 1    |

## Kariera reprezentacyjna
W reprezentacji Rosji Bułatow zadebiutował 18 listopada 1998 roku w przegranym 1:5 towarzyskim meczu z Brazylią, rozegranym w Fortalezie. Grał w eliminacjach do Euro 2000. Od 1998 do 2001 roku rozegrał w kadrze narodowej 6 meczów.